# Coptic Rain
Coptic Rain je slovenska glasbena skupina, ustanovljena leta 1993.

## Zgodovina
Skupina je nastala spomladi 1993. Peter Penko, multiinstrumentalistični glasbenik, je zapustil svojo prvo skupino Second Retribution pozimi 1988, potem ko je bil obtožen glasbene diktature. Pridružil se je svojemu starošolskemu prijatelju Tomažu Wochlu, ki je imel svoj računalnik Atari. Z Atari, Emax in bobensko napravo Roland R5 so organizirali projekt z imenom God Garden (spominja na zgodnje belgijsko techno). Posneli so 10 pesmi, ki niso bile nikoli izdane zaradi spreminjanja stilov in trendov žanra. Zastareli so že, preden so dosegli različne založbe. Pete in Tom sta se odločila, da bosta kitaro uporabila pri svoji glasbi. Vpliv vzpona industrijske scene je ustvaril God Garden. Težki kovinski riffovi Petrove kitare, industrijski hrup in bobnični stroj niso bili dovolj - potrebovali so vokalista.} Obe sta bili očarani nad prvotnim vokalom Katarine Radman, ki sta jo že poznali. Novi projekt se je imenoval koptska izjava, ki se je kmalu spremenila v koptski dež. V skupini je primanjkovalo opreme in Borut Bernik je bil povabljen v skupino - imel je svojega vzorčevalca -, a je kmalu zapustil podjetje in Soptic Rain se je spremenil v trio. Naredili so predstavitev, ki jo je njihov prijatelj in menedžer Primož Pecovnik poslal različnim založbam (predvsem v Nemčiji).
Leta 1993 je Copts Rain odigral več predstav v Sloveniji in na Hrvaškem. Nekaj tednov pozneje, spomladi, je bila podpisana pogodba z Dynamico, novo sodobno glasbeno sabo. Kasneje istega leta so Copts Rain izdali svoj debitantski album "Dies Irae", ki je prejel dobre kritike glasbenih kritikov.
Leta 1995 je izšel album "Eleven-Eleven". Album je bil navdihnjen z izkušnjami umirajočega prijatelja - besedila obravnavajo faze smrti od jeze. Ta album je med kritiki povzročil tudi veliko navdušenja, toda prodaja CD-jev je utrpela zaradi nekaj večjih sprememb izdaje. Tom ni bil zadovoljen s prihodnjimi načrti skupine in se je odločil zapustiti - izbral je kariero grafičnega oblikovalca. Od takrat je Copts Rain ostal duet: Peter - na vseh inštrumentih, Catherine - vokal. "Eleven-Eleven" (1995) je bil nedvomen napredek v primerjavi s prvencem, obstaja želja po eksperimentiranju s kombinacijo različnih stilov. Tipičen primer vpliva jazza je skladba Galerija. Glasbeni slog je odmeval s kovino, s techno in z elektro-ambientom.

## Zasedba
- Katrin Radman - vokal.
- Peter Penko - klaviaturni instrumenti, kitara

## Diskografija
- DIES IRAE (12" promo)
- 1993 Dies Irae
- 1995 Eleven:Eleven
- 1996 Devil in Disguise (promo single)
- 1996 Clarion's End
- 1998 Discovery E.P.
- 2000 The Last World